# Maria Clara Correia Alves

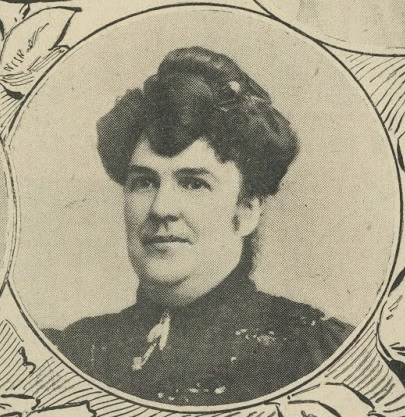
Maria Clara Correia Alves, 1910

Maria Clara Correia Alves (* 3. Mai 1869 in Nossa Senhora do Bispo, Montemor-o-Novo; † 2. Februar 1948 in São Jorge de Arroios, Lissabon) war eine portugiesische Autorin, Lehrerin, Journalistin, republikanische Aktivistin und Suffragette. Sie war Mitglied der wichtigsten feministischen Organisationen in Portugal zu Beginn des 20. Jahrhunderts, wie der Liga Republicana das Mulheres Portuguesas und dem Conselho Nacional das Mulheres Portuguesas, und bekleidete dort verschiedene Ämter, wie das der Generalsekretärin, der Generalsekretärin für die Außenbeziehungen, der Vizepräsidentin, der Präsidentin der journalistischen Sektion und der Herausgeberin des Boletim Oficial do Conselho Nacional das Mulheres Portuguesas (1914–1916) und der Zeitschrift Alma Feminina (1917–1919).

## Leben
Maria Clara Correia wurde als Tochter des Ladenbesitzers und Landbesitzers João António Correia und seiner Ehefrau Clara Rita Spínola, einer Hausangestellten, geboren, die beide aus derselben Gemeinde stammten. Über ihre frühe Kindheit und ihr Familienleben ist bekannt, dass sie aus republikanischen Familien im Alentejo stammte und zwei Brüder und eine Schwester hatte. In jungen Jahren ließ sich die Familie in Lissabon nieder.
Im Alter von 16 Jahren, am 25. Januar 1886, heiratete sie Maurício da Luz Alves, einen 23-jährigen Zollbeamten aus Socorro, Lissabon, den Sohn von Maurício Alves und seiner Frau Libânia Amália. Das Paar wohnte in Santa Catarina, wo sie als Lehrerin für Mädchen zu arbeiten begann.
Sie war eine der Redner auf der am 26. März 1911 abgehaltenen Sitzung der Freimaurerloge Grande Oriente Lusitano zu Ehren der provisorischen Regierung der Republik und der Verabschiedung des Gesetzes über die obligatorische Eintragung in das Personenstandsregister und sprach über die „Rolle der Frau in der Familie und dankte Herrn Afonso Costa für alles, was er für ihr Geschlecht getan hat“.
Am 22. Februar 1913 starb ihr Mann im Alter von 53 Jahren an Angina pectoris in ihrem Haus in der Gemeinde São Jorge de Arroios, Lissabon.
Als Antiklerikale mit feministischen und republikanischen Idealen schloss sich Correia Alves im ersten Jahrzehnt des 20. Jahrhunderts der Liga Republicana das Mulheres Portuguesas an, wo sie mit einigen der bekanntesten Frauenrechtlerinnen Portugals wie Adelaide Cabete, Carolina Beatriz Ângelo, Maria Veleda, Angélica Viana Porto und Ana de Castro Osório zusammenlebte und arbeitete.
Nach der Gründung der portugiesischen Republik wurde sie eine der ersten Befürworterinnen der Säkularisierung des Bildungswesens in Portugal und beteiligte sich an verschiedenen Petitionen und Aktionen, um das Wahl- und Scheidungsrecht zu fordern. Sie trat den Freimaurern bei und nahm 1913 am 17. Internationalen Freidenkerkongress teil, wo sie zum Thema La Libre Pensée et L'Emancipacion de la Femme („Freies Denken und die Emanzipation der Frau“) sprach und die Bedeutung der Bildung für beide Geschlechter betonte, um eine gerechte und gleichberechtigte Gesellschaft zu erreichen. Sie trat der damals neu gegründeten Federação Portuguesa do Livre Pensamento („Portugiesische Föderation für Freidenkertum“) bei, wo sie Teófilo Braga, Heliodoro Salgado, Francisco José Teixeira Bastos, Deolinda Lopes Vieira und Ana Augusta de Castilho traf.
Ein Jahr später gehörte sie zu den Gründungsmitgliedern des Conselho Nacional das Mulheres Portuguesas, dem sie von 1914 bis 1919 als Generalsekretärin diente. Sie schlug vor, die Amtszeit auf zwei aufeinanderfolgende Jahre zu begrenzen und jährlich Wahlen abzuhalten, um eine Erneuerung der Ideen und neue Gesichter in der Organisation zu ermöglichen. Im gleichen Zeitraum, nach dem Eintritt Portugals in den Ersten Weltkrieg, schrieb sie Artikel und hielt Vorträge, die von ihrem glühenden Patriotismus zeugten. Sie schloss sich der von der Präsidentengattin Elzira Dantas Machado geleiteten Initiative Cruzada das Mulheres Portuguesas („Kreuzzug der portugiesischen Frauen“) an. Sie war bis 1916 die erste Chefredakteurin des Boletim Oficial do Conselho Nacional das Mulheres Portuguesas, dem Mitteilungsblatt des Conselho Nacional und bis 1920 der Zeitschrift Alma Feminina, wobei sie 1919 auch das Amt der Präsidentin der Journalistischen Sektion innehatte. Als die anfänglich kostenlose Verteilung der Zeitschrift finanzielle Verluste verursachte, boten sowohl Correia Alves als auch Adelaide Cabete an, das durch die Zeitschrift verursachte Defizit auszugleichen, so dass die Zeitschrift bis 1946 weiter erscheinen konnte. Kurz darauf übernahm sie 1920 die Rolle der Generalsekretärin für die Außenbeziehungen und 1921 die der Vizepräsidentin der Organisation. Ihre Leistungen machten sie zu einer der Hauptverantwortlichen für die Steigerung der Sichtbarkeit des Conselho Nacional über die Grenzen hinweg, indem sie Verbindungen zwischen der Organisation und einigen der prominentesten Persönlichkeiten der internationalen feministischen Bewegung herstellte, insbesondere durch ihre intensive Korrespondenz mit dem Conseil national des femmes françaises und den Generalsekretärinnen des Internationalen Frauenrats, Adrienne Avril de Sainte-Croix und Alice Salomon, sowie mit englischen und amerikanischen Suffragetten wie Ishbel Maria Hamilton-Gordon oder Carrie Chapman Catt.
In den 1930er Jahren arbeitete Correia Alves als Direktorin der Stadtbibliothek des 2. Bezirks von Lissabon, hielt weiterhin Vorträge auf Konferenzen und veröffentlichte verschiedene Artikel und Texte, wobei sie an verschiedenen Zeitschriften und Magazinen wie Pensamento, A Comarca de Arganil oder A Luz mitarbeitete. Gelegentlich verwendete sie das Pseudonym „Izabel de Malta“, wenn sie über den Feminismus und seine Kämpfe und verschiedene Reformen schrieb, für die sie im portugiesischen Bildungssystem kämpfte.
Maria Clara Correia Alves starb im Alter von 78 Jahren an den Folgen einer Lungenentzündung in ihrer Wohnung in São Jorge de Arroios, Lissabon. Sie ist auf dem Cemitério do Alto de São João begraben.